# Мухаджирство на Северном Кавказе

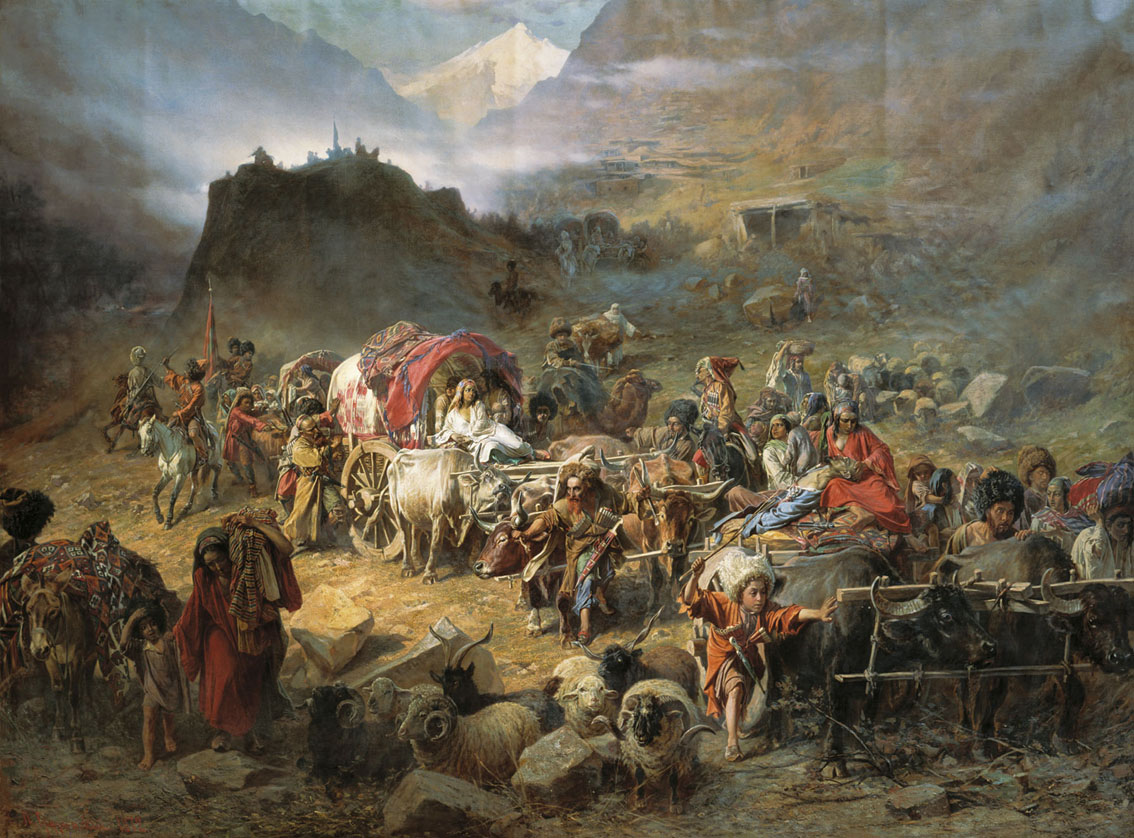
«Оставление горцами аула при приближении русских войск», худ. П. Н. Грузинский, 1872

Мухаджирство на Северном Кавказе — мухаджирство значительной части мусульманского населения Северного Кавказа в Османскую империю. Особенно массовый характер приняло в последние годы Кавказской войны (1817—1864) и сразу после её окончания. В этот период — с 1858 по 1865 годы — выехало около полумиллиона человек. Однако факты переселений имели место и до 1858 года, и после 1865 — вплоть до Первой мировой войны (1914—1918). Оценка общего числа переселенцев сегодня является предметом дискуссий среди исследователей, максимальные предположения доходят до 1 миллиона эмигрантов-мухаджиров. Также имела место большая реэмиграция.
Причинами северокавказского мухаджирства послужило множество политических, экономических, социальных и религиозных факторов, вызванных завоеванием Кавказа Российской империей. В XIX веке мухаджирство значительно изменило этническую карту Северного Кавказа. Ещё одним из результатов этой массовой эмиграции стало появление северокавказских диаспор в некоторых районах Анатолии, Болгарии, Египта, Иордании, Месопотамии и Сирии.
С.-Э. Бадаев оспаривает правомерность применения термина «мухаджирство» к переселению кавказских народов, поскольку этот термин подразумевает добровольное переселение по религиозным причинам. По отношению к горским народам это не соответствует действительности, так как они были принуждены к переселению политикой Российской империи.

## Регион и политическая ситуация
Северный Кавказ оказался на пути территориально-политической экспансии Русского государства после завоевания царём Иваном IV Астраханского ханства (1556). Помимо Русского царства (позднее Российской империи), основными геополитическими игроками притязавшими на Кавказ, были Османская Турция (с Крымским ханством) и Иран (Сефевидский, Афшаридский и пр.). В период северокавказского мухаджирства — в XIX веке — Османская империя и Иран уже переживали период упадка, а Россия наоборот, добилась значительных военно-политических успехов. В начале века она одержала победу в двух русско-персидских (1804—1813 и 1826—1828) и двух русско-турецких (1806—1812 и 1828—1829) войнах, лишь Крымская война (1853—1856) в середине века несколько сдержала российскую экспансию. Противостояние России с мусульманским движением сопротивления (мюридизмом) вылилось в Кавказскую войну (1817—1864), результатом которой стал разгром теократического государства Северо-Кавказский имамат и покорение Россией горных районов Северного Кавказа. Очередная русско-турецкая война (1877—1878) снова увенчалась победой Российской империи.
В результате череды русско-персидских (1651—1911) и русско-турецких (1568—1918) войн, а также Кавказской войны, фактически решился вопрос о владычестве на Кавказе в пользу Российской империи. В XIX веке здесь было образовано Кавказское наместничество (второе) с центром в Тифлисе. Для утверждения контроля над регионом российской администрацией активно строились укрепления и казачьи станицы, прокладывались просеки и дороги, устраивались переправы, на территории всего наместничества постоянно шла передислокация Императорских войск. Также властями осуществлялись и различные массовые переселения (например, горцев — на равнины, ногайцев — по приставствам, азовское, кубанское и терское казачество — на земли горцев и ногайцев).

## Общие сведения
Под давлением Российской империи в среде мусульманского населения Северного Кавказа начала приобретать массовый характер своеобразная форма переселения — мухаджирство. Его смысл заключался в исходе мусульман из немусульманского государства; для северокавказского региона это была эмиграция мусульман из чуждой им, захватывающей северокавказские земли православной России, в подданство единоверной Османской Турции. В Российской империи это явление не было уникальным — в различные периоды имело место мухаджирство в Османскую Турцию и из других захваченных империей регионов — например переселение крымских татар из Крыма или ногайцев из Северного Причерноморья. Также в истории имеется факт исхода населения с Северного Кавказа в Османскую Турцию не попадающий под определение «мухаджирство» — эмиграция православных старообрядцев казаков-некрасовцев с Кубани.
Значительный характер северокавказское мухаджирство приняло в последние годы Кавказской войны (1817—1864) и сразу после её окончания. В этот период — с 1858 по 1865 годы — выехало около полумиллиона человек (официально 493 194 человека). Однако факты переселений, с различной интенсивностью, имели место и до 1858 года, и после 1865 — вплоть до Первой мировой войны (1914—1918). Отдельные случаи мухаджирства до массовой эмиграции часто происходили под видом паломничества в Мекку.

### Позиция северокавказской знати
В XIX веке правящие круги различных государственных образований и влиятельные лица множества демократизированных обществ Северного Кавказа делились на лагеря — либо поддерживающих экспансию Российской империи, либо противоборствующих её колонизации; движение мухаджирства устраивало обе стороны. Сторонники России поддерживали переселение, так как эту позицию насаждала руководящая ими российская администрация, а также по причине возможности захвата земель уехавших. Некоторым противникам России в советской исторической науке приписывались идеи пантюркизма. Были и осуждающие отъезд в Турцию, в основном по экономическим причинам — северокавказские феодалы лишались своих крестьян. Часть знати сама эмигрировала в Турцию, часто забирая с собой зависимых крестьян и рабов.

### Позиция российского правительства
Правительства императоров Александра I (прав. 1801—1825) и Николая I (прав. 1825—1855) отрицательно относились к переселению мусульман из России и вообще к тому, что страну покидало какое-либо население (факты исхода мусульман разбирались и предпринимались попытки к их предотвращению). Однако в правление Александра II (прав. 1855—1881) политика российского правительства изменилась — власти стали активно способствовало мухаджирству, сосредоточив основные усилия на Северо-Западном Кавказе. Одним из методов российской администрации было обострение вопроса о территориях проживания северокавказцев — их либо стесняли в земельных наделах, либо вообще заставляли переселяться на новые места (в основном с гор на равнины, в демилитаризационных целях). На освободившиеся территории массово переселяли азовское и кубанское казачество. Согласно Кавказскому наместнику, генерал-фельдмаршалу, князю А. И. Барятинскому, «единственное надежное средство для прочного утверждения нашего владычества в западном Кавказе есть занятие горного и предгорного пространств нашим вооружённым казачьим населением …». Поддерживая идею мухаджирства, российские власти широко вели в среде мусульман агитацию (явную и тайную) с призывом переселения в Турцию, часто подталкивая к отъезду даже вполне «замиренные» селения.
В российском просвещённом обществе XIX века, в основном, сформировалось отрицательное отношение к мухаджирству, так как многие образованные люди рассматривали завоевание Кавказа не просто как захват территорий, а как полноценное включение его в состав империи, что подразумевало принятие его населением начал российского гражданства. Показательно высказанное одним из авторов «Сборника сведений о кавказских горцах» (1868) пожелание о том, что «усиливающаяся время от времени эпидемия переселения в Турцию, мы надеемся, излечится …». Некоторыми российскими исследователями выдвигались и экономические обоснования нецелесообразности мухаджирства для России, например, российский историк, генерал-майор Р. А. Фадеев считал, что «позволяя выселяющимся в Турцию горцам уводить массою своих крепостных, мы лишаем себя рабочих рук, чрезвычайно трудолюбивых, смирных и ни в каком отношении не опасных людей».

### Позиция правительства Османской Турции
Правительства султанов Махмуда II (прав. 1808—1839), Абдул-Меджида I (прав. 1839—1861) и Абдул-Азиза I (прав. 1861—1876) всеми способами поддерживало мухаджирское движение. Османская администрация давала согласие на приём крупных по численности партий беженцев и всячески поощряла мухаджиров прокламациями содержащими различные обещания и религиозные лозунги. Турецкая администрация агитировала переселенцев получением земельных наделов и денежного пособия, а также декларируя свободу вероисповедания для мусульман в мусульманской Турции, а для остающихся в России — небезосновательную угрозу принудительного принятия православия.

### Проблемы при переселении
Несмотря на то, что большинство мухаджиров эмигрировало добровольно, многие из них не получали никаких выгод от этого переселения, будучи обречёнными в пути на голод и болезни.

## Причины
Мухаджирство являлось следствием колониальной политики Российской империи на Северном Кавказе, оно фактически осуществлялось благодаря поддержке российского правительства, но частично обуславливалось и некоторыми независимыми от этой политики причинами — экономическими, социальными и религиозными. Ряд исследователей, изучавших этот вопрос, отмечают сложность и многообразие причин северокавказского мухаджирства.

### Политические
- Население Северного Кавказа получило один из значительных толчков к переселению в 1859 году — событием для всего региона стало пленение имама Шамиля; Северо-Кавказский имамат, как залог будущего освобождения от российского ига, был повержен. Многие северокавказские жители «упали духом и решились покинуть землю, обречённую навсегда быть достоянием неверных»[15]. Ещё одним важнейшим военно-политическим и экономическим фактором было решение российского правительства о переселении горцев на равнины. Эта демилитаризационная мера также послужила одной из основных причин мухаджирства (напр. для западных адыгов на Северо-Западном Кавказе)[16].
- Российское правительство считало, что выселение части северокавказцев ускорит покорение региона, «Кавказ избавится от населения беспокойного и наименее расположенного к заселению берегов Кубани» (в частности этой позиции придерживались Кавказский наместник, генерал-фельдмаршал, князь А. И. Барятинский и командующий правым крылом Кавказской линии, генерал-адъютант, граф Н. И. Евдокимов)[4]. Кроме этого, у российской администрации вызывало недовольство, что наличие нелояльного России горского населения позволяло здесь действовать иностранной разведке. Согласно А. И. Барятинскому, «она [Северо-Западная часть Кавказа] в мирное время служит поприщем тайных происков иностранных агентов, старающихся раздувать и поддерживать у горцев ненависть к нам [России]»[17]. Также имелись опасения, что в случае очередной Русско-турецкой войны, Османская Турция использует непокорное северокавказское население на Кавказе — арене возможных военно-политических событий[2]. А. И. Барятинский предполагал, что «высадка небольшого отряда [турецких] регулярных войск, возможная на всем восточном берегу Чёрного моря, послужит сигналом ко всеобщему восстанию горцев»[7].
- Правительство Османской Турции в лице мухаджиров получало значительный воинский контингент, османская администрация старалась расселять переселенцев по русско-турецкой границе, таким образом укрепляя её враждебно настроенным к России населением[12]. В России полагали, что мухаджир — это «человек, который отправляется в мусульманское царство с тем, чтоб быть врагом России и при первой войне поднять на неё оружие…»[6].

### Экономические
- Основная часть населения Северного Кавказа занималась крестьянским хозяйством, и для него был особенно важным вопрос о земле. Однако, новая российская администрация именно этот вопрос всячески обостряла — либо стесняя северокавказцев в их личных наделах, либо заставляя переселяться на указанные новые территории; последний факт, собственно, и послужил основной причиной мухаджирства для многих местных жителей. Также, в период после окончания военных действий, существовала некоторая неразбериха в отношении российской администрации к вопросу о зависимых крестьянах и рабах[~ 2], которыми владела северокавказская знать. Часто слухи о приближающемся освобождении зависимого сословия заставляли владельцев уезжать вместе с крестьянами и рабами в Турцию[6]. Вероятно, что некоторые не эмигрирующие представители знати активно подталкивали население к отъезду, надеясь заполучить освобождающуюся землю[5].
- Российское правительство, после выселения части местного мусульманского населения, получало огромные земельные пространства, необходимые империи для заселения казачеством и раздачи земли лояльной северокавказской знати[10][4]. Частично предполагалось заселять освободившиеся равнинные и предгорные земли горским населением, не уехавшим в Турцию, но которое было решено выселять с гор[7].

### Социальные
- Жители Северного Кавказа имели сложную социально-родовую структуру, различные по статусу и численности общества имели тесные внутренние связи, игравшие огромную роль в жизни местного населения. Это приводило к тому, что за решившим эмигрировать влиятельным лицом общества, нередко поднимался весь род/фамилия[18]. Ещё целая категория северокавказцев — зависимые крестьяне и рабы, уезжали вместе с владельцами, согласно решению своих господ. Знати был предоставлен достаточный произвол со стороны российских властей, чтобы уводить с собой даже не желающих эмигрировать людей (иногда крестьяне и рабы соглашались переселяться «только для того, чтобы не быть распроданными в дурные руки»)[6].
- Для Российской империи завоевание Северного Кавказа принесло сложности с адаптацией местного населения к началам российского гражданства. Многие жители региона оказались в российском подданстве не добровольно и негативно воспринимали различные ограничительные меры российской власти. Особенно неприемлема для северокавказцев была возможность таких нововведений, как полная сдача личного оружия и рекрутские наборы в Императорскую армию. Иногда достаточно было только слухов о введении этих мер, чтобы подтолкнуть людей к переселению из страны[19][11]. Проблемой стала и жестокость российской администрации, её злоупотребления и воровство[11], а также бесчинства переселённых сюда казаков (напр., о притеснении казаками ногайцев докладывал в 1814 году генерал от инфантерии Н. Ф. Ртищев[20], позднее Р. А. Фадеев писал «о многих случаях убийства и разбоя, совершённых казаками над горцами» на Северо-Западном Кавказе[21]).

### Религиозные
- Жители Северного Кавказа в XIX веке, в большинстве своём, являлись приверженцами мюридизма — одного из направлений в суфизме. К середине века, параллельно мюридизму, приобрели популярность проповеди ещё одного религиозного течения — зикризма. Согласно Р. А. Фадееву, именно благодаря влиянию зикризма сформировалась тенденция к переселению в Турцию[15]. Также среди российских исследователей высказывалось и противоположное мнение — идеи зикризма занимали некоторых верующих сами по себе, а «мысль о переселении в Турцию и толки об этой обетованной для горцев земле начали мало по малу отвлекать общее внимание от старого религиозно-политического вопроса [зикризма]»[22]. Часто мухаджиры приводили различные религиозные доводы в пользу своего отъезда, например, заявляли, «что времена приближаются и им надобно быть ближе к Мекке». Причиной к отъезду иногда служили мистические слухи, один из которых утверждал, «что намаз, совершаемый на земле, которой владеют христиане, не действителен и не ведёт к спасению»[15] или небеспочвенный слух о возможном крещении горцев[~ 4][11].
- Декларируемая российской имперской пропагандой основная причина мухаджирства — религиозный фанатизм — таковой не являлась. Показательно мнение даргинца Гаджи-Мурад Амирова, в дневнике опубликованном в 1873 году он просил обратить внимание на то, «кто именно переселяется в Турцию — закоренелые фанатики, каковы муллы и кадии, или же обыкновенные жители …»[23]. Р. А. Фадеев указывал, что переселяющиеся черкесские крепостные «… угнетённый класс, не знающий почти вовсе мусульманской религии»[6]. Согласно исследователям XX—XXI веков, причины мухаджирства гораздо сложнее и разнообразнее только религиозных[14].

## Национальный состав

### Мухаджирство в среде абхазо-адыгских народов
Среди абхазо-адыгских народов сравнительно немного ушло в Турцию кабардинцев. Наиболее массовым и длительным было переселение абхазов, абазин и западных адыгов. После Кавказской войны западные адыги отказались от предложения российского правительства выселиться с гор на равнины и предпочли альтернативу — эмиграцию в Турцию.

### Мухаджирство в среде тюрков Северного Кавказа
Разные тюркские народы Северного Кавказа по-разному воспринимали идею эмиграции в Турцию, так как порой оказывались в не одинаковых политическо-экономических условиях. Например, балкарцы почти не переселялись, а ногайцы наоборот — уходили из России в большом количестве.
Ногайцы. Одними из первых северокавказских ногайцев, попавших в подданство Русского государства, оказались ногайские общества-кубы кочевавшие под властью Тарковского шамхальства в Терско-Сулакском междуречье. В результате Персидских походов (1722—1723) российского императора Петра I (прав. 1682—1725), Тарковское шамхальство было подчинено, однако, вассальные шамхальству ногайцы не сразу наладили отношения с Россией. Первыми выразили покорность империи караногайцы, затем аксаевские и костековские ногайцы, а эндиреевских покорили силой. В 1735 году Россия уступила Сефевидскому Ирану завоёванные армией Петра I земли, предложив ногайцам выбирать подданство самим, в результате под властью России остались только караногайцы, полностью откочевавшие к 1736 году на сократившуюся российскую территорию — к Кизляру.
Первым массовым переселением ногайцев в Османскую Турцию (и Крымское ханство) из под власти захватывающей всё новые территории России можно считать уход в 60-х годах XVIII века кубов Едисанской и Джамбуйлуцкой орд (части распавшейся к тому периоду Большой Ногайской орды). Переселение было связано с очередной Русско-турецкой войной (1768—1774) и проходило как на Северном Кавказе — уход за Кубань, так и в Северном Причерноморье — уход за Днепр. Эмиграции способствовала, с одной стороны, работа турецко-крымских агитаторов, с другой — политика угнетения ногайцев правительством российской императрицы Екатерины II (прав. 1762—1796). В 70-х годах XVIII века российская администрация сумела убедить реэмигрировать большую часть ногайцев Едисанской и Джамбуйлуцкой орд, так как их положение на территории Крымского ханства было не лучше, а возможно и более разорительным чем под властью России. Вернулись ногайцы на правый берег и верховья Кубани, а также на её притоки — Лабу и Зеленчук, на этих территориях они соседствовали с кочевавшими здесь ещё с первой половины XVI века кубами входившими в Малую Ногайскую орду.
В 1771 году, после вторжения в Крым, Россия образовала область из крымских татар и ногайцев (включая территории на Кубани) под властью Сахиб II Герая и своим покровительством, а после Кючук-Кайнарджийского мира в 1774 году эти территории получили независимость. В этот период среди местного населения, в том числе и ногайцев, постоянно вспыхивали антироссийские выступления, а после манифеста Екатерины II 1783 года о присоединении к России Крыма, Тамани и правобережья Кубани, среди ногайских кубов усилились волнения и они опять начали переселение на турецкие территории (Ногайское восстание в 1783). Российское правительство решило силой воспрепятствовать эмиграции, и 29 сентября у устья Лабы произошло сражение российских войск под предводительством генерал-поручика, графа А. В. Суворова с ногайцами, перешедшее в резню в которой погибло около 10 тысяч ногайцев, в том числе женщин и детей.
В различные периоды среди ногайцев на российской территории действовали турецкие агитаторы, после Бухарестского договора о мире 1812 года они активно разжигали религиозную нетерпимость и склоняли к переселению в Турцию, где ногайцам обещали землю и свободу вероисповедания (якобы оставшиеся будут принуждены принять православие). В 1813 году 27 тысяч ногайцев ушло в Османскую империю — на частично контролируемую Турцией территорию долины Кубани (Закубанье). Однако, переселение было спровоцировано не турецкими агентами, а бездействием правительства Александра I (прав. 1801—1825), так как ногайцы постоянно подвергались жестокостям и оскорблениям со стороны российской администрации на местах. Известны злоупотребления начальника одного из ногайских приставств Корнилова и командующего на Кавказской линии генерал-майора С. А. Портнягина (оба были за это впоследствии судимы). Именно необыкновенная жестокость А. С. Портнягина с которой он устраивал самосуды над ногайцами и вызвала их волнения.

### Мухаджирство в среде нахских народов
Ингуши почти не переселялись.

### Мухаджирство в среде народов Дагестана
Мухаджирство имело место среди дагестанцев.

### Мухаджирство в среде осетинских обществ
У осетин переселялись преимущественно представители Тагаурского, Куртатинского и Дигорского обществ. Особо сильно пустели земли тагаурцев и куртатинцев. На сегодняшний день в Турции, до сих пор, стоят селения и мечети, построенные мухаджирами-осетинами.

## Численность мухаджиров
К 1860 году почти все горцы и ногайцы между Кубанью и Лабою, а также небольшие общества между Лабою и Белою, переселились в Турцию.
Российской администрацией численность мухаджиров фиксировалась, но эти сведения были далеко не точными. Более того, в военное и послевоенное время, на захваченных Россией территориях, численность даже не уехавшего населения была известна приблизительно. Например, данные по местному населению Кубанской области от приставства, и данные от штаба командующего войсками, иногда расходились почти вдвое. Местному начальству серьёзная статистическая работа была «далеко не по силам», а здешние жители часто занижали численность своих аулов (если проходил слух об обложении податью) или наоборот, завышали (если рассчитывали на наделение землёй по количеству показанных жителей). «При замкнутости жизни, не допускающей гостя проникнуть далее кунацкой … нельзя было проверить показаний» указываемых местным населением.
Общая численность мухаджиров, переселившихся в Османскую империю после Кавказской войны, по данным М. Е. Алексеева, была следующей:
- черкесские народы (адыгэ) — 870 тыс.;
- убыхи — 65 тыс.;
- абхазы и абазины — 80 тыс.;
- ногайцы — 70 тыс.;
- чеченцы — 60 тыс.;
- ингуши и карабулаки — 35 тыс.;
- кистинцы и малхистинцы — 10 тыс.;
- осетины — 12 тыс.;
- карачаевцы и балкарцы — 8 тыс.

## Мухаджиры в Османской империи
Отношение в Османской империи к мухаджирам было разное, вероятно, среди переселенцев встречались люди которые «не прочь заниматься промыслами, запрещаемыми Кораном [преступлениями]», что часто вызывало неприязнь к северокавказским выходцам среди местного населения.

## Реэмиграция
Со временем, по разным причинам значительная часть мухаджиров возвращалась обратно в Россию, как писал современник этих событий, переселенцы «толпами начинают бежать обратно, с мольбами — селить их где угодно и как угодно …».

## Последствия
В XIX веке мухаджирство изменило этническую карту Северного Кавказа — в районах с наибольшим оттоком мусульманского населения значительно, а иногда и полностью, поменялся национальный состав. Для истории северокавказского региона XIX века этот процесс был достаточно значимым, наряду с такими факторами, как военные действия Российской императорской армии в 40—60-е годы, различные проводимые здесь реформы российского правительства, миграция малоземельных горских обществ на равнину Предкавказья, а также массовые переселения на Северный Кавказ представителей других национальностей.
Для стран, входивших в состав Османской империи, итогом мухаджирства мусульманского населения Северного Кавказа стало появление северокавказских диаспор в некоторых районах Анатолии, Болгарии, Египта, Иордании, Месопотамии и Сирии.

## Историография
Вопросам северокавказского мухаджирства посвящены работы Х. О. Лайпанова (1966) и А. Х. Касумова (1967), а также раздел в труде Н. Г. Волковой (1974).